# Frans van Donia

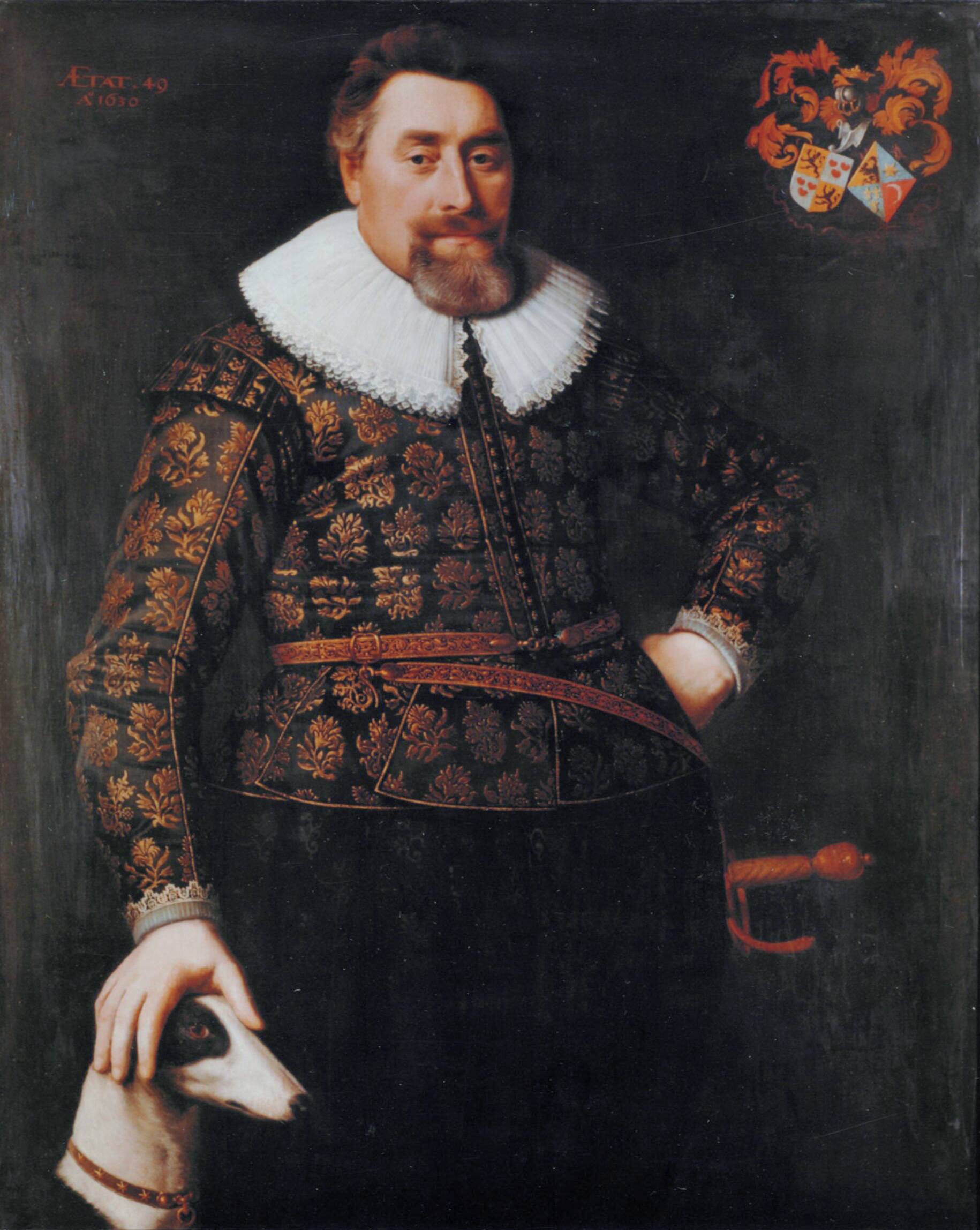
Frans van Donia

Frans van Donia (* 1580 in Jelsum; † 25. Februar 1651 in Den Haag) war Gesandter der Provinz Friesland bei den Westfälischen Friedensverhandlungen in Münster und Osnabrück, bei denen er keine wichtige Rolle spielte.

## Leben
Frans van Donia war der Sohn des Kempe van Donia (1554–1622) und seiner Gemahlin Frouck van Goslinga (1552–1616), einem alten friesischen Häuptlingsgeschlecht. Er heiratete Geertruid Engelstede (1584–1643). Die Ehe blieb kinderlos.
Frans van Donia wurde 1643 als Vertreter der Ritterschaft der Provinz Friesland und Mitglied der Generalstaaten für die Westfälischen Friedensverhandlungen mit Spanien in Münster bestimmt. Am 1. März 1643 unterzeichnete er zusammen mit Barthold van Gent den Vertrag mit Frankreich, der einen Sonderfrieden mit Spanien ausschloss. Dies war im Zusammenhang mit dem Spanisch-niederländischen Krieg zu sehen. 1646 weilte er mit der niederländischen Gesandtschaft in Münster, um die Verhandlungen voranzubringen. Im September 1646 hielt er sich mit Adriaan Pauw in Osnabrück auf, um den Franzosen die Vermittlung zu den Spaniern anzubieten. Jahresanfang 1647 unterschrieb er in Münster den Vorvertrag und übernahm im Sommer anstelle von Barthold van Gent die Wahrnehmung der niederländischen Vertretung. Frans setzte am 30. Januar 1648 seine Unterschrift unter das Vertragswerk. Die feierliche Ratifikation des Friedensvertrages war am 15. Mai 1648 in Münster.